# Hymke de Vries
Pour les articles homonymes, voir De Vries.
 (janvier 2019).
Si vous disposez d'ouvrages ou d'articles de référence ou si vous connaissez des sites web de qualité traitant du thème abordé ici, merci de compléter l'article en donnant les références utiles à sa vérifiabilité et en les liant à la section « Notes et références ».
Hymke de Vries, née le 11 avril 1962 aux Pays-Bas,,, est une actrice néerlandaise.

## Filmographie

### Cinéma et téléfilms
- 1989-1991 : Spijkerhoek (nl) : Francine van de Akker
- 1991 : Zeg 'ns Aaa (nl) : Elly
- 1994 : Sjans : La femme
- 1994 : Medisch Centrum West (nl) : Fraukje van Driel
- 1995 : Een huis in Jerusalem : Hymke
- 1997 : Der Fischerkrieg (cy) : Trix
- 1997 : Over de liefde : Florean
- 2001 : Baantjer : Tiny Pieters
- 2003-2005 : Shinchan[Quoi ?] : Uma
- 2004-2006 : Intensive Care (nl) : Docteur Marilene Vreeswijk
- 2008 : Kinderen geen bezwaar (nl) : Mieke Arends
- 2010-2012 : Spangas : Mia van Houten
- 2015 : Overspel (nl) : La mère de Wendy
- 2016 : Land van Lubbers (nl) : La mère de Erica
- 2016 : Dokter Tinus : Angela Voogd